# Czirokezi

Flaga Czirokezów

Czirokezi, Czerokezi (nazwa własna Tsalagi, ang. Cherokee) – plemię Indian Ameryki Północnej, pierwotnie wywodzące się od Irokezów i zamieszkujące podgórskie, zachodnie obszary Karoliny Południowej i Północnej, północną Georgię i wschodnie Tennessee. Później większość jego członków została przymusowo przesiedlona na tereny płaskowyżu Ozark. Byli jednym z plemion wliczanych w skład grupy Pięciu Cywilizowanych Plemion. Posługują się językiem czirokeskim.
Według spisu powszechnego z 2000 roku, byli najliczniejszym plemieniem indiańskim w Stanach Zjednoczonych.

## Historia i dzieje współczesne

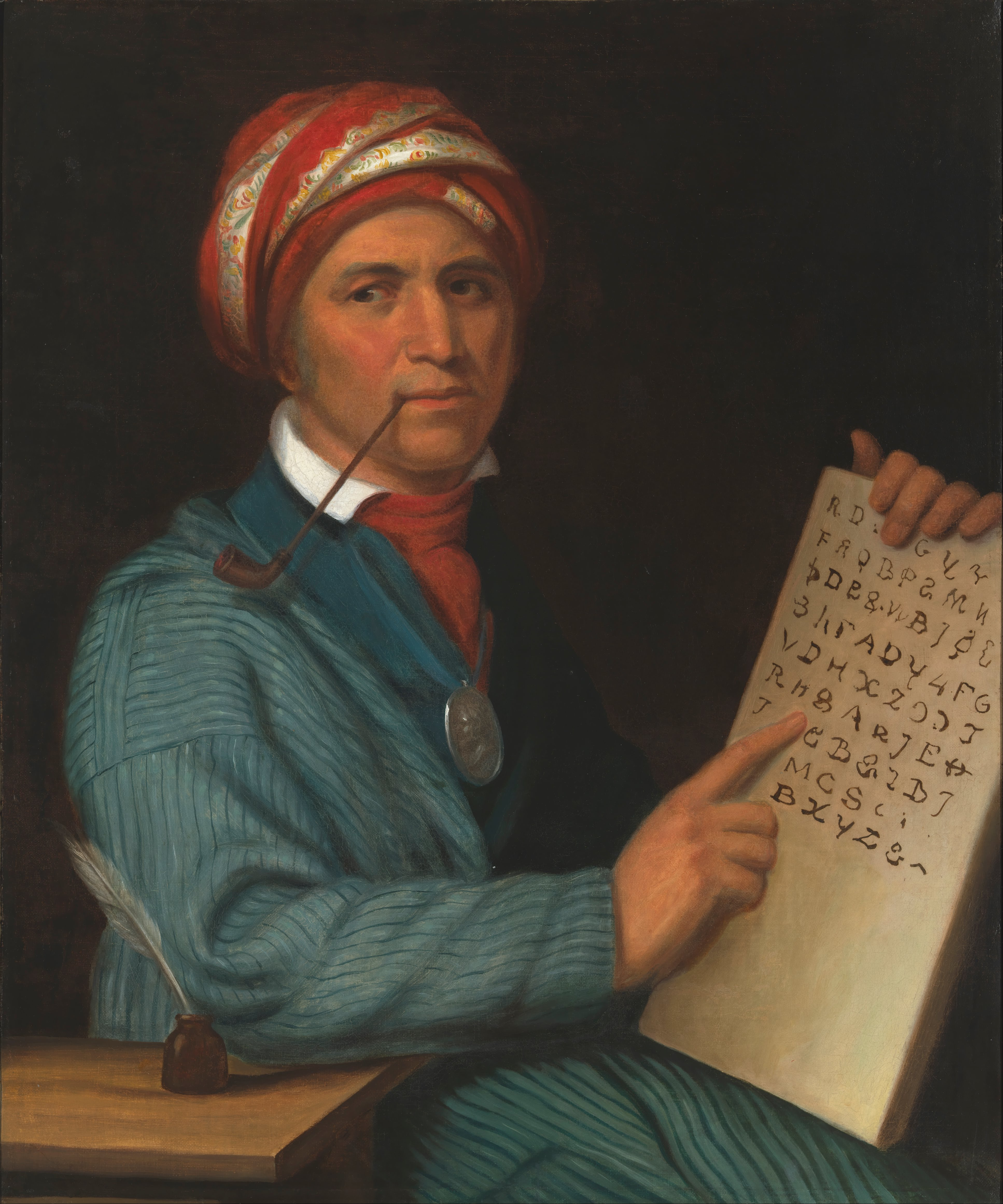
Sekwoja z sylabariuszem czirokeskim. Henry Inman, ok. 1830.

Pierwszym Europejczykiem, który się z nimi zetknął, był Hernando de Soto w roku 1540. W czasie amerykańskiej wojny o niepodległość stanęli po stronie Anglików, ale nie prowadzili otwartej wojny przeciwko kolonistom. W latach 30. XIX wieku zaczęli posługiwać się własnym alfabetem sylabicznym (zob. Sekwoja), wydawać własne publikacje (zob. Elias Boudinot) i tworzyć podstawy autonomicznego systemu polityczno-społecznego (zob. New Echota). Po znalezieniu złota na terenach Georgii w 1838 roku zostali zmuszeni do opuszczenia swego terytorium i udania się na Terytorium Indiańskie w dzisiejszym stanie Oklahoma, gdzie do dziś mieszka wielu z nich. Jedna czwarta nie przeżyła tego „Marszu Śmierci”. W Oklahomie (wówczas tzw. „Indian Territory”) stworzyli – wespół z podobnie przesiedlonymi plemionami Chickasaw, Choctaw, Creek i Seminole – organizację pod nazwą Pięciu Cywilizowanych Narodów. Jako właściciele niewolników opowiedzieli się po stronie Konfederacji w czasie wojny secesyjnej.
Niewielka grupa Czirokezów odmówiła udania się do Oklahomy i zbiegła w góry na pograniczu Karoliny Północnej i Tennessee. Po wielu walkach i rozmowach pokojowych przyznano im pewien obszar ziemi (dzisiaj rezerwat Qualla w górach Smokey w Karolinie Północnej).

## Liczebność w roku 2000

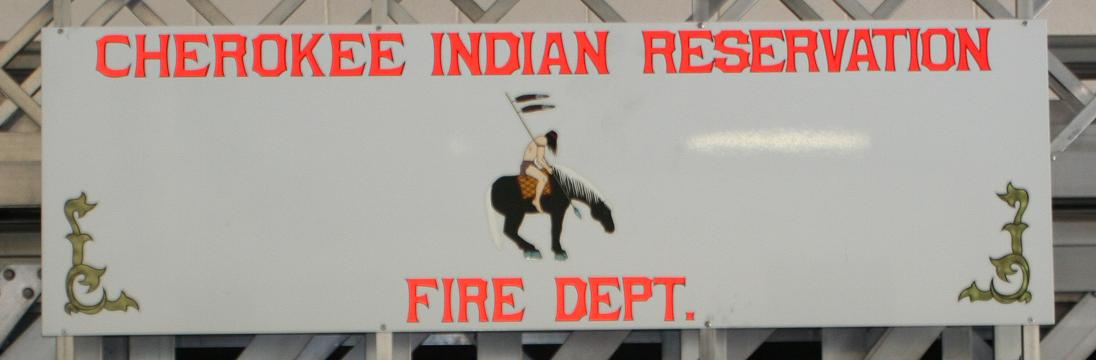
Emblemat na wozie strażackim w rezerwacie Cherokee

Dzięki popularności plemienia wśród Amerykanów oraz liberalnym (w przeszłości) zasadom przyjmowania do plemienia (m.in. byłych czarnoskórych niewolników i Metysów). Czirokezi są dziś najliczniejszą grupą plemienną w USA i całej Ameryce Północnej. Według danych U.S. Census Bureau, podczas spisu powszechnego w 2000 roku 281 069 obywateli USA zadeklarowało, że jest pochodzenia Cherokee, zaś 729 533 oświadczyło, że ma pochodzenie wyłącznie lub między innymi Cherokee.

## Znani Czirokezi
- Wes Studi – aktor pochodzenia czirokeskiego
- Tori Amos – piosenkarka
- Chuck Norris – aktor w połowie czirokeski
- Jack Bushyhead – oficer, kapitan w czasach II WŚ, pseud. "Mściciel"[4]